# 土方凛辉
土方凛辉（英語：Rinky Hijikata；2001年2月23日—），又译作土方林奇，是一位日本裔澳洲男職業網球運動員。

## 外部連結
- 土方凛辉（英文/西班牙文）的官方資料